# Paul Unbereit

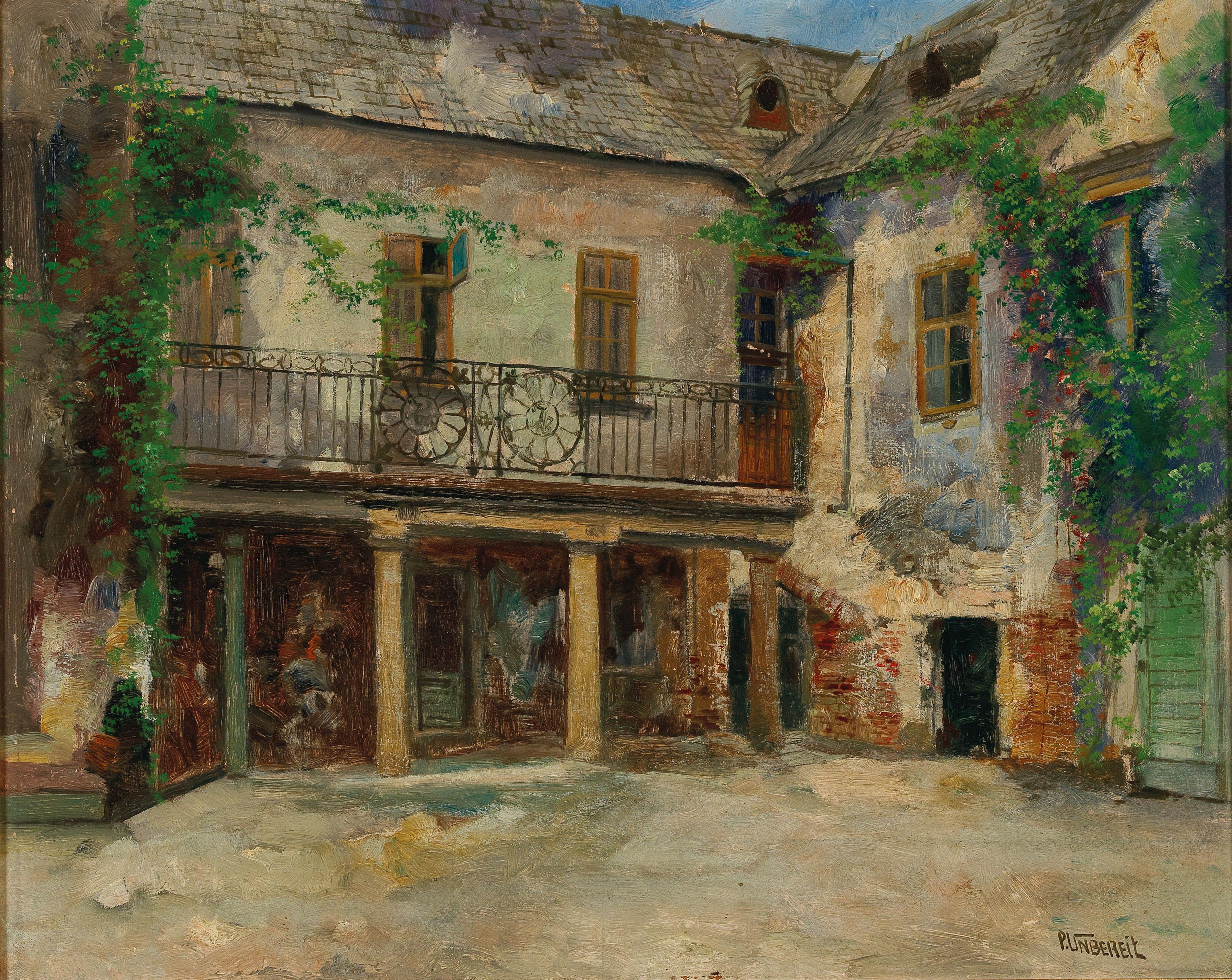
Romantischer Innenhof in der Wachau

Paul Unbereit (* 27. Januar 1884 in Berlin; † 18. November 1937 in Wien) war ein deutscher akademischer Maler und Restaurator. Ab 1910 lag der Mittelpunkt seines Schaffens in der Wachau und in Wien. Sein Wiener Atelier befand sich in der Neubaugasse 79. Von ihm stammen überwiegend Landschaften und Veduten. Er war Mitarbeiter von Hermann Ritschl bei der Renovierung des Schlosses Belvedere.